# 국익필수요원 군입대
국익필수요원 군입대(영어: Military Accessions Vital to the National Interest, MAVNI)는 미국 국방부의 입대 프로그램 중 하나이다. 시민권자를 가지고 있지는 않지만, 미국에 법적으로 거주하고 있는 사람들을 위한 입대 프로그램이다.
입대와 동시에 시민권이 부여된다.